# Помопля

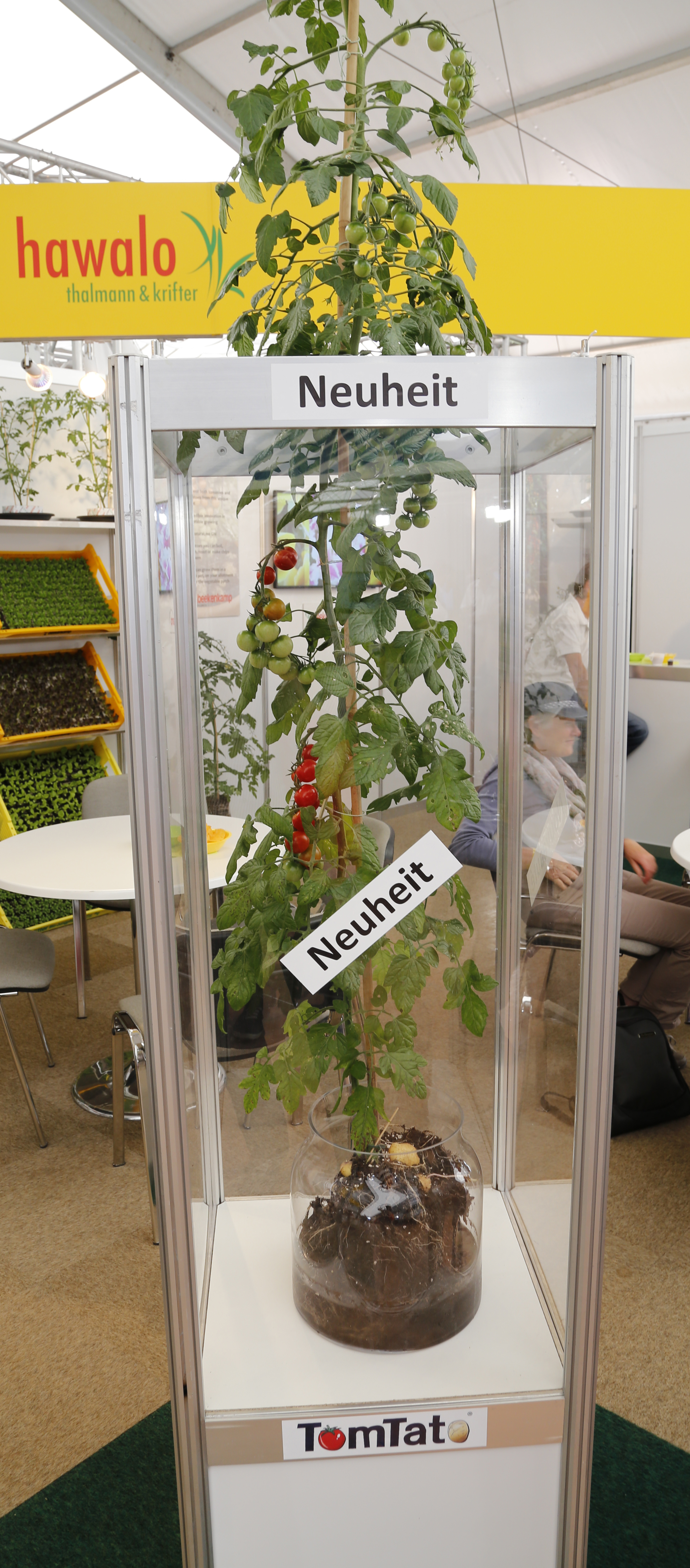
Саджанець помоплі, що продається під брендом TomTato

Помопля[джерело?] (англ. Pomato, нім. Tomoffel) — гібрид, утворений щепленням рослин помідора й картоплі; які належать родині пасльонових. Перший гібрид був отриманий у 1978 році німецьким біологом Георгом Мельхерсом з Інституту розвитку біології ім. Макса Планка, що в Тюбінгені. Проте гібрид Мельхерса виявився генетично нестабільним. У 1994 році Левен-Дьор (нім. Lewen-Dörr) з Інституту селекційних досліджень ім. Макса Планка, що в Кельні вдалося створити життєздатний гібрид, який дав плоди. У вересні 2013 у Великій Британії компанією Thompson & Morgan був запущений комерційний продаж попередньо щеплених рослин під назвою «TomTato». Компанія випробовувала гібрид протягом кількох років, перш ніж направити його в комерційний продаж. Поява на території України запланована на травень 2014 року.

## У масовій культурі
У романі Войновича про солдата Івана Чонкіна був персонаж, що намагався схрестити картоплю і помідор. Отриманий гібрид він назвав «Путь к социализму», або скорочено «ПУКС».